# Ermanarich
Ermanarich (gótsky Aírmanareiks, latinsky Ermanaricus, staroanglicky Eormenric, staronorsky Jǫrmunrekr, 3. století? – 376) byl král germánského kmene Gótů, přezdívaný gótský Alexandr. Vládl gótskému kmeni Greutungů na území Skýtie, která se nacházela na území dnešní Ukrajiny. Hranice jeho království nejsou zcela zřetelné. S největší pravděpodobností je tvořily řeky Dněstr s Donem. Moderní historici předpokládali, že vládl říši sahající od Baltského moře k Černému moři, na východ říše sahala až k pohoří Ural.

## Historické prameny
Král Ermanarich je zmiňován ve dvou římských pramenech, v písemnostech Ammiana Macellina a v Getice, díle gótského historika Jordana ze 6. století. S odkazem na Ammianovo dílo, byl Ermanarich nejbojovnější král, který pravděpodobně spáchal sebevraždu poté, co nedokázal zastavit agresi Hunů, kteří jeho území napadli v 70. letech 4. století. Jeho království bylo zničeno a jeho lid upadl na 75 let do hunského poddanství.
Podle Jordana zase Ermanarich vládl zemi zvané Oium. Dále zmiňuje zabití mladé ženy jménem Sunilda ušlapáním koňmi za to, že byla Ermanarichovi nevěrná. Na to její dva bratři, Sarus a Ammius, krále vážně zranili a nechali ho nezotaveného čelit hunských hordám. Různé verze a variace tohoto výkladu lze nalézt v pozdější středověké germánské literatuře, např. v anglické a skandinávské (Jonakrovi synové). Jordanes napsal, že Ermanarich úspěšně vládl Gótům až do své smrti, kdy mu bylo 110 let.
V mnoha germánských příbězích je Ermanarich vystaven útokům Bickeho, Bikky nebo Sifky, který chtěl odplatu za znásilnění jeho ženy. Také v některých příbězích o Dietrichu Bernském vystupuje Ermanarich jako jeho strýc, který mu ukradl království.

## Ermanarichova jména
Ermanarichovo jméno v jeho přirozeném jazyce, gótštině znělo pravděpodobně Aírmanareiks. Protože však byl velmi frekventovanou postavou germánské literatury již od 13. století, je možné se setkat s různými tvary jména v latinském a germánském jazyce. V Jordanově Getice je uváděna latinská podoba jména Ermanaricus. Ve staroanglickém eposu Beowulf je uváděna germánská podoba jména, Eormenric. Germánská podoba jména je i ve středověké němčině jako Ermenrich. Mimo tato jména je známe také jako Hermanarich, Erminrich, Emmerich, Ermanrik apod. Protože také jméno Heiðrekr je synonymem k Ermanarichovi, může být král identickou postavou s Heiðrekrem Ulfhamrem ze ságy Hervarar, řečeným vládcem Gótů na dlouhé časy.